# دنیس توئیچت
دنیس کریسپین تویتشت (به انگلیسی: Denis Crispin Twitchett) (متولد ۲۳ سپتامبر ۱۹۲۵ - درگذشت ۲۴ فوریه ۲۰۰۶) یک چینی‌شناس و تاریخ‌دان بریتانیایی بود که برای سهیم بودنش در ویراستاری در تاریخ چین کمبریج شناخته شده است.

## زندگی
دنیس توئیچت در ۲۳ سپتامبرِ ۱۹۲۵ در لندن، انگلستان، پسر یک طراح معماری متولد شد و در مدرسه گرامر شهرستان ایسلورث تحصیل کرد. در طول جنگ جهانی دوم، او یک دوره تصادف به زبان ژاپنی گذراند و در بقیه جنگ، بخشی از عملیات پارک بلچلی بود که به عنوان شنونده در یکی از ایستگاه‌های شنود رو به جلو در سریلانکا عمل می‌کرد. او همچنین زمان زیادی را در ژاپن گذراند و توانست از بهترین مورخان ژاپنی چین (که تمایل داشتند بر تانگ چین تمرکز کنند، دوره ای که زمینه تخصصی او نیز شد) بیاموزد. پس از خروج از خدمت، او به مدت یک سال (۱۹۴۶–۱۹۴۷) در دانشکده مطالعات شرقی و آفریقایی دانشگاه لندن به مطالعه زبان چینی مدرن پرداخت. او که در سال ۱۹۴۳ در حالی که هنوز دانش آموز مدرسه بود، بورسیه ای را برای خواندن جغرافیا دریافت کرد، سپس جای خود را در کالج سنت کاترینز کمبریج گرفت و از آنجا در سال ۱۹۵۰ با مدرک درجه یک در شرق‌شناسی فارغ‌التحصیل شد.
او به عنوان مدرس در دانشگاه لندن (بین سال‌های ۱۹۵۴ تا ۱۹۵۶) و دانشگاه کمبریج (۱۹۵۶ تا ۱۹۶۰)، کرسی چین در دانشگاه لندن (بین ۱۹۶۰ تا ۱۹۶۸) و کمبریج (بین ۱۹۶۸ تا ۱۹۸۰) و استاد چین‌شناسی در دانشگاه پرینستون (بین ۱۹۸۰ تا ۱۹۹۴) تدریس می‌کرد. او استاد مدعو در آکادمی بریتانیا از سال ۱۹۶۷ به بعد بود. او نقش مطالعات چینی را در محافل روشنفکری غرب بسیار گسترش داد.
او در سال ۱۹۵۶ با امیکو ایچیکاوا ازدواج کرد و از او ۲ فرزند دارد.

## آثار دیگر او
- Denis Twitchett (1962).  Arthur F. Wright, Denis Twitchett (ed.). Lu Chih (754-805): Imperial Adviser and Court Official. Confucian Personalities. Stanford University Press. p. 84. ISBN 1-896951-88-0.
- Financial Administration under the T'ang Dynasty (1963)
- Printing and Publishing in Medieval China (1983)
- The Writing of Official History Under the T'ang (1992)
- (with P.J.M. Geelan) The Times Atlas of China (1974)